# Prieuré de Folgoët
Le doyenné ou prieuré du Folgoët est un manoir de style gothique construit vers 1426 par Jehan de Kergoal. Ce dernier était le premier doyen du domaine, c'est pourquoi l'on peut observer ses armoiries sur la façade de l'édifice. Ces héraldiques sont décrites comme étant  « d'azur à une fasce d'or, surmontée d'une main d'argent soutenant un oiseau de même ».

## Historique
L'édifice était composé de deux parties distinctes mettant en exergue ses deux fonctions. D'une part, se trouvait la demeure du doyen qui avait autorité sur le chapitre de chanoines de la collégiale Notre-Dame du Folgoët. D'autre part, une partie d'hôtellerie qui permettait de recevoir, nourrir et loger les pèlerins. À l'origine, cet hôtel se nommait « L'hôtel des pèlerins », mais il fut renommé en 1505 à la suite du passage de la reine Anne de Bretagne au Folgoët. C'est plus particulièrement la chambre dans laquelle cette dernière a séjourné qui fut renommée « Kramb Ar Rouanez » autrement dit «Chambre de la Reine».
Le prieuré est classé au titre des monuments historiques par la liste de 1889.